# Edison Drawn by 'World' Artist
Edison Drawn by 'World' Artist is een Amerikaanse film uit 1896. De film werd gemaakt door Thomas Edison en toont J. Stuart Blackton die een tekening maakt van Thomas Edison.